# Acer micranthum
Acer micranthum es una especie de árbol perteneciente a la familia de las sapindáceas. Es nativa de Japón, donde se puede encontrar en las islas de Honshū, Kyūshū y Shikoku.

## Descripción
Es un pequeño árbol, a veces de tamaño arbustivo que alcanza los 6- 10 m de altura, con ramas delgadas y arqueadas. La corteza es lisa y rayada en un primer momento, llegando a ser áspera y gris mate en los árboles maduros. Los brotes y yemas de invierno son de color púrpura oscuro-rojo. La hojas tienen 4-10 cm de largo y 2-8 cm de ancho, son palmatilobadas, con cinco lóbulos profundamente dentados con puntas largamente acuminadas y márgenes doblemente aserrados, y con mechones de pelos distintivos de color rojo-naranja en las axilas de la vena principal en la base de la hoja. El pecíolo es de 2-5 cm de largo. Las hojas aparecen de color rojo en la primavera y vuelven de nuevo al color rojo en otoño. Las flores se producen en verano en racimos de 4-10 cm de largo, cada flor don 4 mm de diámetro, con cinco sépalos y pétalos amarillos a amarillo-verdosos, es dioica, con flores masculinas y femeninas en árboles separados. El fruto es una disámara con dos núculas redondeadas, cada una con un ala de 1,5 a 2 cm de largo, extendidas las dos casi horizontalmente unas de otras.
Está estrechamente relacionada con Acer tschonoskii, que la sustituye más al norte y en altitudes más altas en Japón. Tienen forma de hoja muy similar.
Acer micranthum es ocasionalmente cultivada como árbol ornamental en jardines europeos y norteamericanos.

## Taxonomía
Acer micranthum fue descrita por Philipp Franz von Siebold & Joseph Gerhard Zuccarini y publicado en Abh. Math.-Phys. Cl. Königl. Bayer. Akad. Wiss. 4(2): 155, en el año 1845.
Etimología
Acer: nombre genérico que procede del latín ǎcěr, -ĕris = (afilado), referido a las puntas características de las hojas o a la dureza de la madera que, supuestamente, se utilizaría para fabricar lanzas. Ya citado en, entre otros, Plinio el Viejo, 16, XXVI/XXVII, refiriéndose a unas cuantas especies de Arce.
micranthum: epíteto latíno que significa "con flor pequeña".

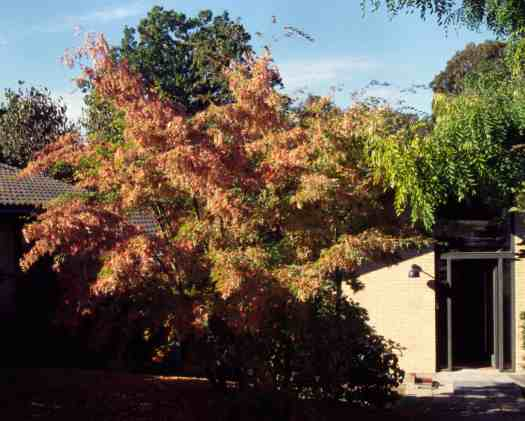
Árbol en cultivo, Dinamarca
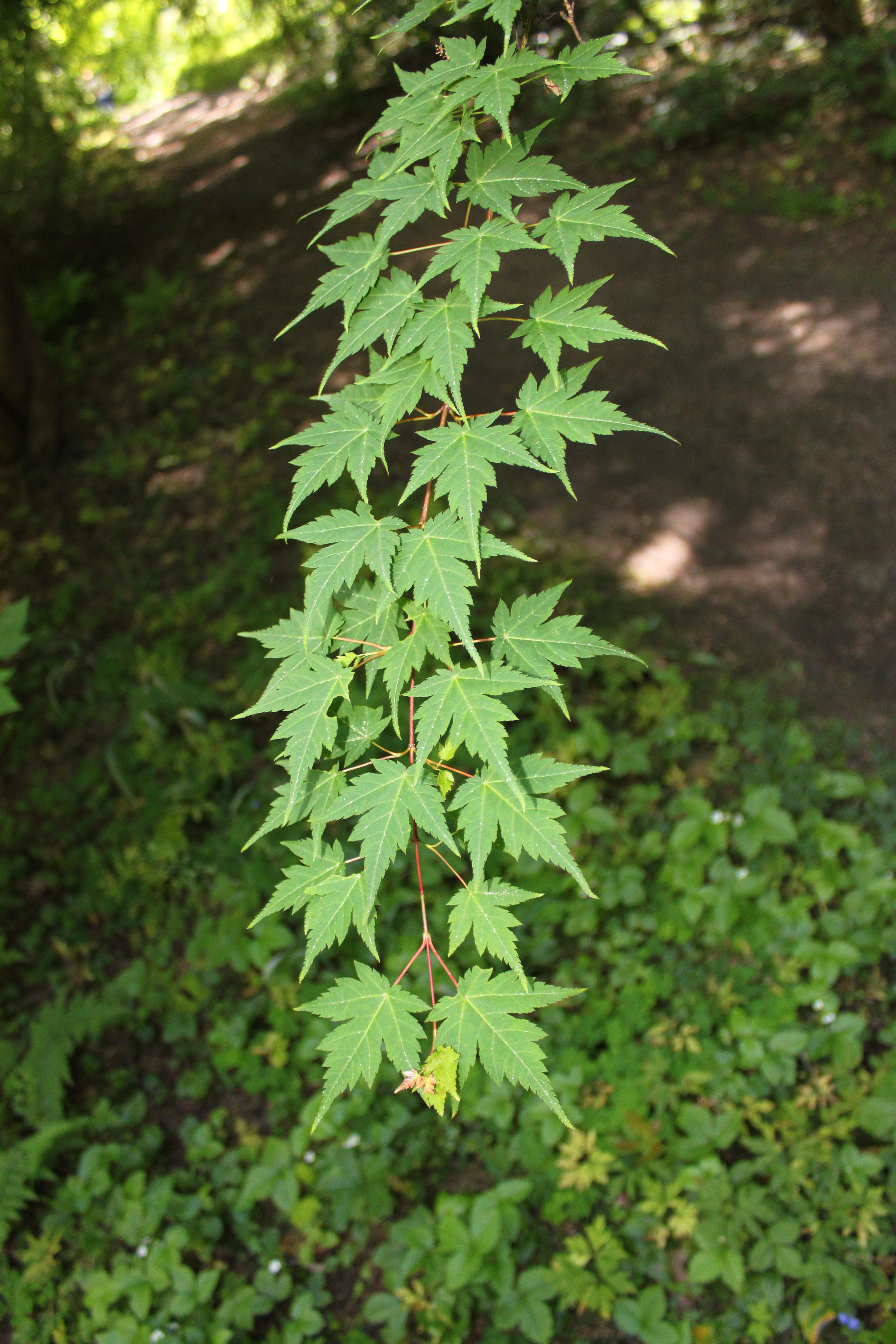
Leaves, Rogów Arboretum, Polonia.
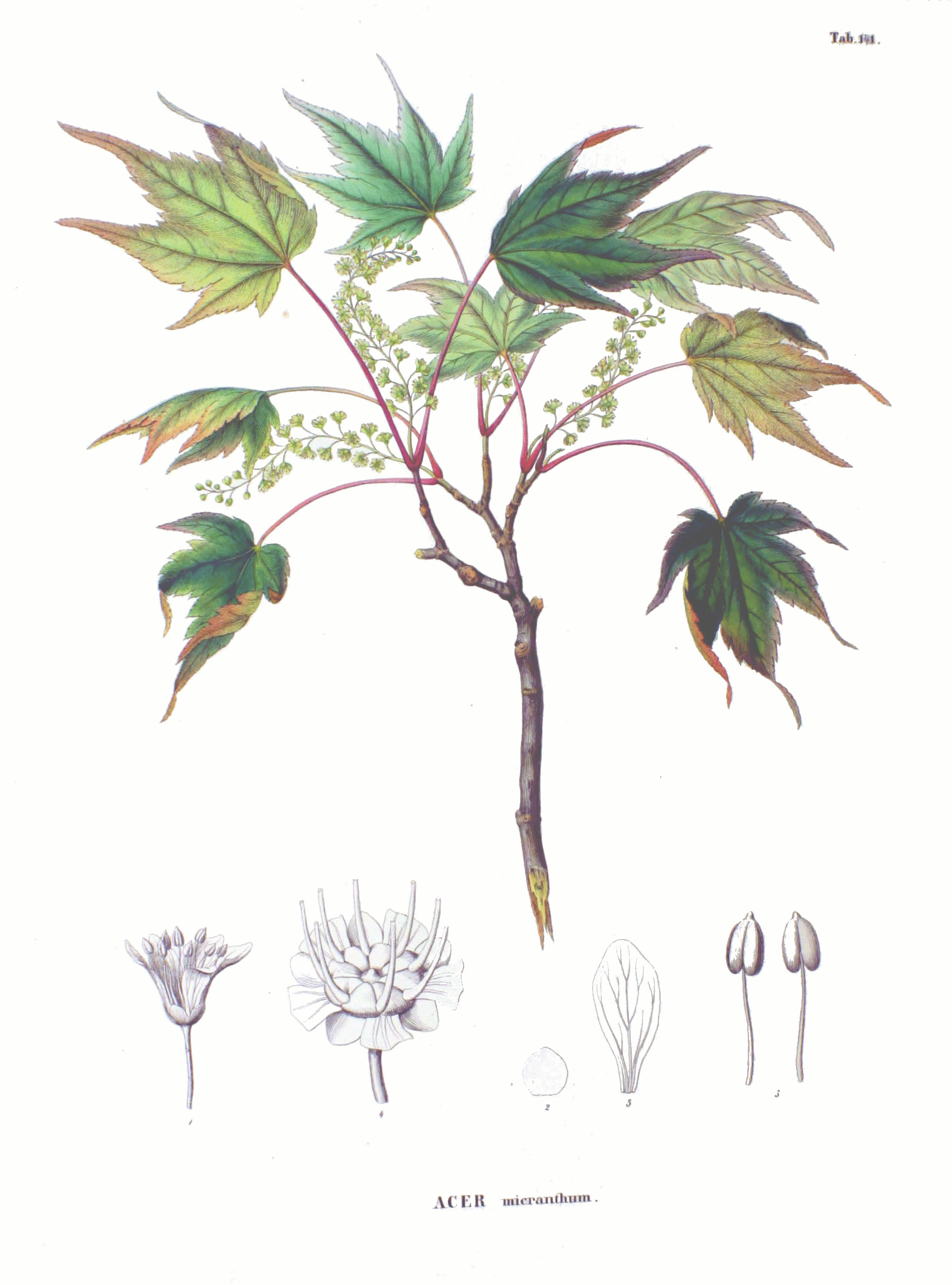
Illustration by Siebold & Zuccarini
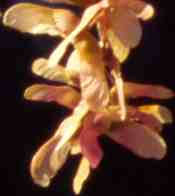
Semillas